# 仙台若林ジャンクション
仙台若林ジャンクション（せんだいわかばやしジャンクション）は、宮城県仙台市若林区にあるジャンクションであり、仙台東部道路と仙台南部道路を接続している。JCT設置前の仮称は若林JCTであった。

## 道路
- E6 仙台東部道路・33番
- E48 仙台南部道路

## 隣
E6 仙台東部道路
(32) 名取IC - (33) 仙台若林JCT - (34) 仙台東IC
E48 仙台南部道路
(50) 仙台若林JCT - (51) 今泉IC